# 森章
森 章（もり あきら、1936年（昭和11年）7月12日 - ）は、日本の実業家。森トラスト会長。

## 人物
東京生まれ。父は森泰吉郎、兄に経済学者の森敬と森ビル（森トラストと資本関係は無い）社長の森稔がいる。
慶應義塾高等学校、慶應義塾大学経済学部を卒業後、安田信託銀行（現：みずほ信託銀行）を経て森ビルに入社。1987年森ビル観光（森トラスト・ホテルズ＆リゾーツ）を創業。1993年、森トラスト社長。2016年に娘の伊達美和子に社長を譲り、会長職に就く。
原則100メートル以上のビルは建設すべきでないとしている。一方、森トラストは丸の内トラストシティのように100メートル以上の高層ビル建設を含む都市開発を行っている。
日本有数の資産家でもあり、フォーブスの調査による世界長者番付の2006年度版で日本人4位、2007年度版で日本人2位、2008年には75億ドル（約7800億円）で日本人1位（全体では124位）となる。
兄の稔と対照的に慎重な性格で、日本政府の役職には全く就かない。

## 経歴
- 1936年、生まれる。
- 1960年、慶應義塾大学経済学部卒業後、安田信託銀行に入行。
- 1972年、4月に森ビルに入社。
- 1979年、4月に森ビル常務。
- 1987年、森ビル観光（現：森トラスト・ホテルズ&リゾーツ）社長。
- 1993年、1月に森ビル開発（現：森トラスト）の社長[1]。
- 2016年、長女・美和子に社長職を譲る[1]。